# پاول مونتیان
پاول آندریویچ مونتیان (روسی: Па́вел Андре́евич Мунтя́н؛ زادهٔ ۱۱ ژوئن ۱۹۷۸ میلادی) تهیه‌کننده تلویزیونی اهل روسیه و یکی از بنیان‌گذاران استودیویی تون‌باکس است.
از فیلم‌ها یا مجموعه‌های تلویزیونی که وی در آن‌ها نقش داشته است، می‌توان به کومی-کومی اشاره نمود.